# Oorlog van Radagaisus
De Oorlog van Radagaisus is een militair conflict in het noorden van Italië in de periode 405-406. Dit conflict werd veroorzaakt door de inval van Radagaisus in 405. Deze viel het West-Romeinse Rijk binnen met een geweldig grote schare mensen korte tijd nadat het rijk een oorlog met de Visigoten had beëindigd. Vanwege de grootte van Radagaisus' leger vereiste het een enorme inspanning van de Romeinen om dit gevaar af te wenden. De opperbevelhebber Stilicho was nauw betrokken bij de voorbereidingen die getroffen werden en gaf persoonlijk leiding aan de operaties van het leger.

## Achtergrond
Op het einde van de vierde eeuw arriveerden de Hunnen, een nomadisch volk uit Centraal-Azië, in Europa. Vanaf 395, toen zij ten noorden van de Zwarte Zee verbleven, vielen zij in golven het Oost-Romeinse Rijk aan, waar zij enorme verwoestingen aanrichten. Hun komst verstoorde de bevolkingsgroepen die al in de regio waren gevestigd. Uit vrees verlieten verschillende volken hun woongebieden en joegen weer andere volken op. Deze beweging ligt waarschijnlijk aan de oorsprong van de migratie van de Goten, die slechte ervaringen hadden met de Hunnen onder leiding van Uldin). Radagaisus was een Gotische vorst die zijn volk vanuit de Grote Hongaarse Laagvlakte naar Italië leidde. Ondanks wat Zosimus hierover zegt, beschrijven de meeste andere bronnen Radagaisus' volgelingen als Goten, en specificeren dat hij hun koning was. Een groep Alanen en Vandalen trok gezamenlijk met de Goten op.
Een andere verklaring voor Radagaisus' komst is, dat de westerse regering door verwaarlozing van de dreiging die de verzamelde volkeren aan de grenzen vormden, een crisis veroorzaakten die Radagaisus ertoe bracht het rijk binnen te vallen in de hoop nieuw land en concessies van de regering te verkrijgen.

## De inval van Radagaisus
Als Radagaisus in 406 aan de grens van het West-Romeinse rijk verschijnt, heeft hij een enorme mensenmassa bij zich. Volgens Zosimus bestond Radagaisus' volk uit 400.000 personen, Orosius noemt een aantal van 200.000. Moderne historici houden het er op dat zijn strijdmacht waarschijnlijk uit ongeveer 20.000 krijgers bestond. Deze krijgers werden vergezeld door hun gezinnen, wat betekent dat de totale grootte van Radagaisus' groep mogelijk de 100.000 heeft benaderd. Zij staken de Donau rivier over en volgden een route door West-Pannonia naar de noordelijke Alpen-provincies en daalden via de Brennerpas af naar Italië. 
Dit wordt ondersteund door archeologiche vondsten van muntpotten, begraven door bewoners die blijkbaar op de hoogte waren van de komst van Radagaisus. Rond deze tijd werd Flavia Solva in brand gestoken en grotendeels verlaten en werd Aguntum verwoest door vuur. Een onbepaald aantal vluchtelingen vluchtte voor zijn leger uit toen het over de Alpen marcheerde.
Onderweg ondervond Radagaisus opmerkelijk genoeg geen tegenstand van enige betekenis van het Romeinse leger. Het keizerlijk hof was kort daarvoor naar Ravenna verhuisd waar Stilicho het grootste deel van zijn palatini-veldlegers dichtbij had gestationeerd, niet alleen om de bescherming van het hof te garanderen, maar ook om toezicht te houden op de westelijke Illyrische provincies waar Alarik verbleef na zijn terugtrekking uit de oorlog van 402. Bovendien werden de doorgangen door de Alpen niet of nauwelijks verdedigd, omdat de Alpengarnizoenen door eerdere oorlogen uitgekleed waren, en de bergketen na 395 nooit meer helemaal werd bemand.

## Sterkte en legeropbouw van Stilicho
De legerschare van Radagaisus was van een dusdanige omvang dat Stilicho niet aandurfde het met zijn veldleger aan te vallen. Radagaisus' leger teisterde Italië meer dan een half jaar van de Alpen tot Toscane voordat Stilicho een troepenmacht had verzameld die groot genoeg was om de barbaarse invallers aan te pakken. Het feit dat enkele steden stormenderhand werden veroverd, hoewel niet gespecificeerd maar hoogstwaarschijnlijk allemaal ommuurd, was op zichzelf onheilspellend genoeg.
Stilicho bracht in totaal dertig Numeri van het het Romeinse leger in stelling. Samen met hulptroepen van de Alanen en Hunnen, wist hij een troepenmacht te creëren die tussen de 15.000 en 20.000 man bestond, maar mogelijk nog kleiner was. Gelet op de groote van het gevaar is het redelijk om te veronderstellen dat hij ook troepen mobiliseerde die in Gallië waren gestationeerd, zoals hij eerder had gedaan tijdens de invasie van Alarik in Italië. De inzet van deze legermacht werd echter steeds uitgesteld, want in april 406 werden nog soldaten gerekruteerd en werden zelfs slaven aangetrokken in het leger op basis van de belofte van vrijheid en een beloning van twee solidi. Uiteindelijk arriveerden de Hunse hulptroepen van Uldin in Italië waarmee Stilicho's leger op sterke was.

## De tegenaanval van Stilicho
In de loop van augustus durfde Stilicho Radagaisus eindelijk in het veld uit te dagen toen zich een uitgelezen kans voordeed. Radagaisus had namelijk zijn leger in drieën opgedeeld, onder verschillende leiders. In tegenstelling tot het keizerlijke leger beschikte hij niet over de logistiek om zo'n enorme aanhang in vijandelijk gebied van voedsel te voorzien, de onderdelen van zijn leger moesten voor zichzelf foerageren.

### Inlijving van Sarus groep
Met een van die groepen wist Stilicho contact te leggen en over te halen over te lopen. Die groep werd aangevoerd door de Goot Sarus. In ruil voor een afkoopsom liep hij met zijn krijgers over naar de kant van de Romeinen. Peter Heather suggereert dat achter Stilicho's overname van 12.000 van Radagaisus' beste krijgers "een aanzienlijke diplomatieke staatsgreep schuilging, die Radagaisus' legermacht drastisch verminderde en daarmee ook zijn kansen om van Stilicho te winnen."

### Vernietiging van de Alanen en Vandalen door de Hunnen

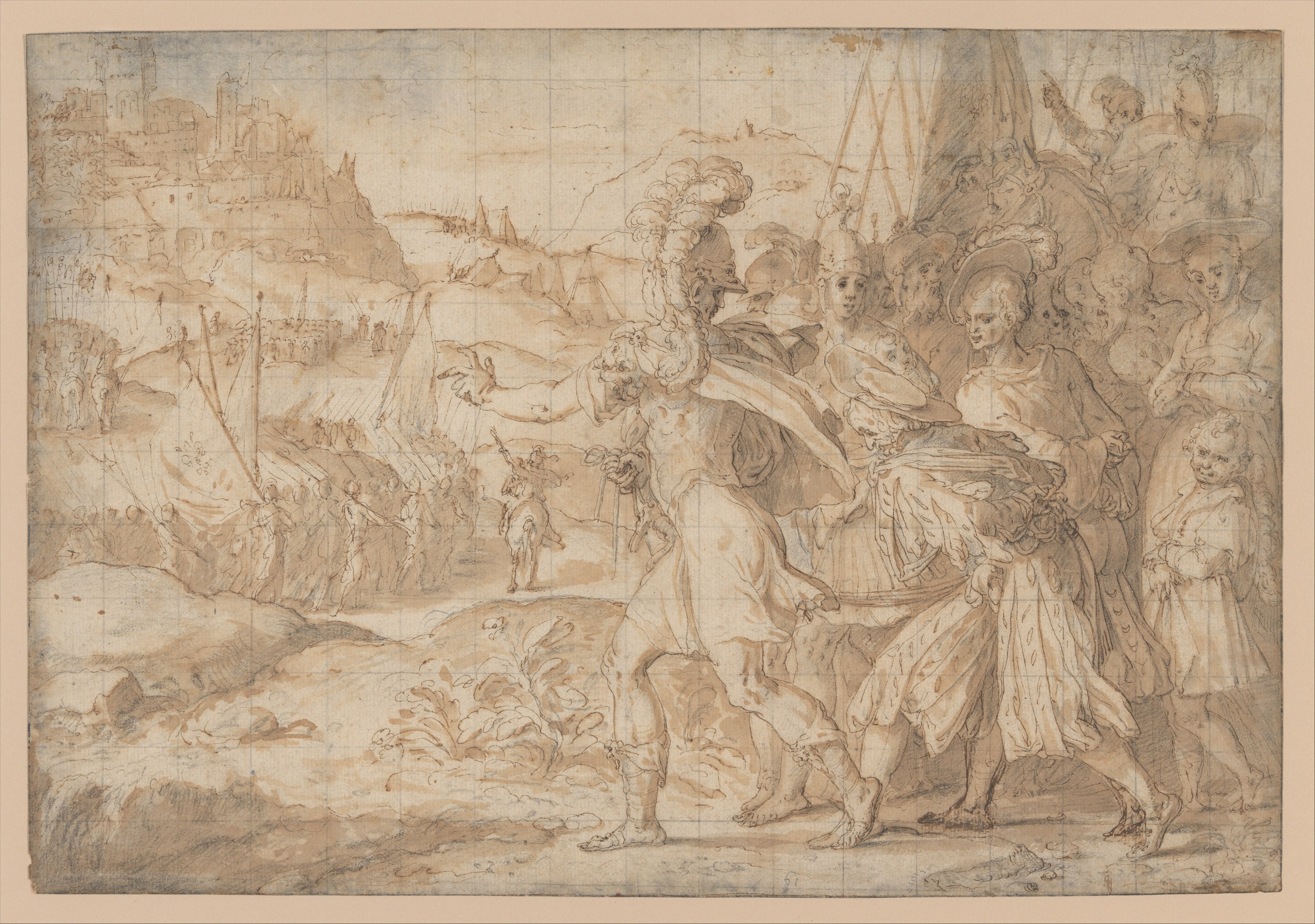
De overwinning bij Fiesole op de Goten, Friedrich Sustris

Volgens Heather bestond de derde groep uit de Alanen en Vandalen die zich bij aanvang van de inval bij Radagaisus gevoegd hadden. Wanneer de hulptroepen van Uldin arriveren, krijgen deze als eerste taak deze groep aan te vallen, waarmee Stilicho zijn Romeinse troepen in reserve hield om deze pas aan de strijd te laten deelnemen. Omtrent de groepen Alanen en Vandalen worden we summier geïnformeerd door Orosius, die een slachting van de Alanen noemt door de Hunnen. Door Zosimus wordt Orosius' beschrijving bevestigd, alsmede door de Gallische kroniek van 452. Deze gebeurtenis betreft een beschrijving van Stilicho's Hunnen die de derde groep van Radagaisus' leger afslachten. Stilicho kon geen prioriteit geven aan het opsporen van vluchtende bendes, omdat hij snel verder naar het zuiden moest marcheren om Sarus' gastheer te onderwerpen en Radagaisus' belangrijkste strijdmacht te verslaan.
De meest plausibele reconstructie is dat de vluchtende barbaren een overblijfsel waren van Radagaisus' derde troepenmacht, voornamelijk samengesteld uit Vandalen en Alanen, die vanuit Noord-Italië naar Raetia over de Alpen vluchtten. In de loop van 406 arriveerden zij in het woongebied van de Ripuarische Franken ter hoogte van Mainz en raakten zij met hen in oorlog.

### Veldslag bij Fiesole
Vanuit Pavia trekt Stilicho's hoofdmacht op tegen Radagaisus die zich bij de stad Florence bevindt dat door zijn Gotische leger wordt belegerd. In de heuvels van de Apennijnen bij Fiesole komt het leger van Stilicho samen met de legermacht van Uldin en Sarus' Gotische leger. Gezamenlijk trekken ze verder naar Florence. Het leger van Stilicho is nu vele malen groter dan dat van Radagaisus en slaagt erin het vijandelijke leger in te sluiten. De Romeinen vermijden zo veel mogelijk de directe confrontatie en houden de omsingeling gesloten. Spoedig breekt er hongersnood uit bij belegerden. Herhaaldelijk doen de barbaren pogingen om uit te breken, steeds zonder succes en wanneer er gevechten plaatsvinden, zijn het de Goten van Sarus' overgelopen leger die door Stilicho worden ingezet tegen Radagaisus' strijdmacht. Volgens Orosius speelde Sarus een hoofdrol in de slag. Uiteindelijk ziet Radagaisus de hopeloosheid van zijn situatie in en geeft hij zich over. Op 23 augustus capituleert hij. Hoewel hem billijke voorwaarden zijn beloofd, mogelijke het sluiten van alliantie met de Romeinen, laat Stilicho hem onmiddellijk onthoofden.

## Nasleep
De overwinning op Radagaisus wordt met grote vreugde verwelkomd in Rome. Ter ere van Stilicho's wordt een triomfboog en een monument op het Forum opgericht om de overwinning en "Stilicho's uitzonderlijke liefde voor het Romeinse volk" te vieren.
De overwinning in Florence kan beschouwd worden als het tegenvoorbeeld van de Romeinse nederlaag bij Adrianopel (378). Het laat zien waartoe het laat Romeinse leger nog in staat was. Door middel van goede logistiek, strategie en behendige diplomatie wist het een numeriek superieure tegenstander bestaande uit verschillende etniciteiten te verslaan. Stilicho behaalde met zijn overwinning in de oorlog van Radagaisus zijn grootste overwinning in zijn carrière.
De overwinning had ook een keerzijde. Om Radagaisus te kunnen verslaan, moest Stilico een deel van de Rijngrenzen van zijn troepen ontdoen. Eind december 405 of 406 na Christus was sprake van een zeer strenge winter waardoor het water in de Rijn dichtvroor en een groot contingent Vandalen, Alanen en Sueven kon oversteken en de provincies Gallië binnenvallen (Rijnoversteek). Deze inval leidde ertoe dat het leger in Britannia in opstand kwam en onder usurpator Constantijn III overstak naar het continent, waarna de provincies Gallie en Spanje uit keizer Honorius macht raakten. Stilicho werd door verschillende van zijn concurrenten aan het keizerlijk hof ervan beschuldigd de Vandalen, Alanen en Sueven ertoe aan hebben gezet Gallië binnen te vallen om te profiteren van de verzwakking van het rijk en om de troon voor zichzelf op te eisen. Deze aantijgingen leiden uiteindelijk tot Stilicho's val in 408.